# Roj (letecká jednotka)

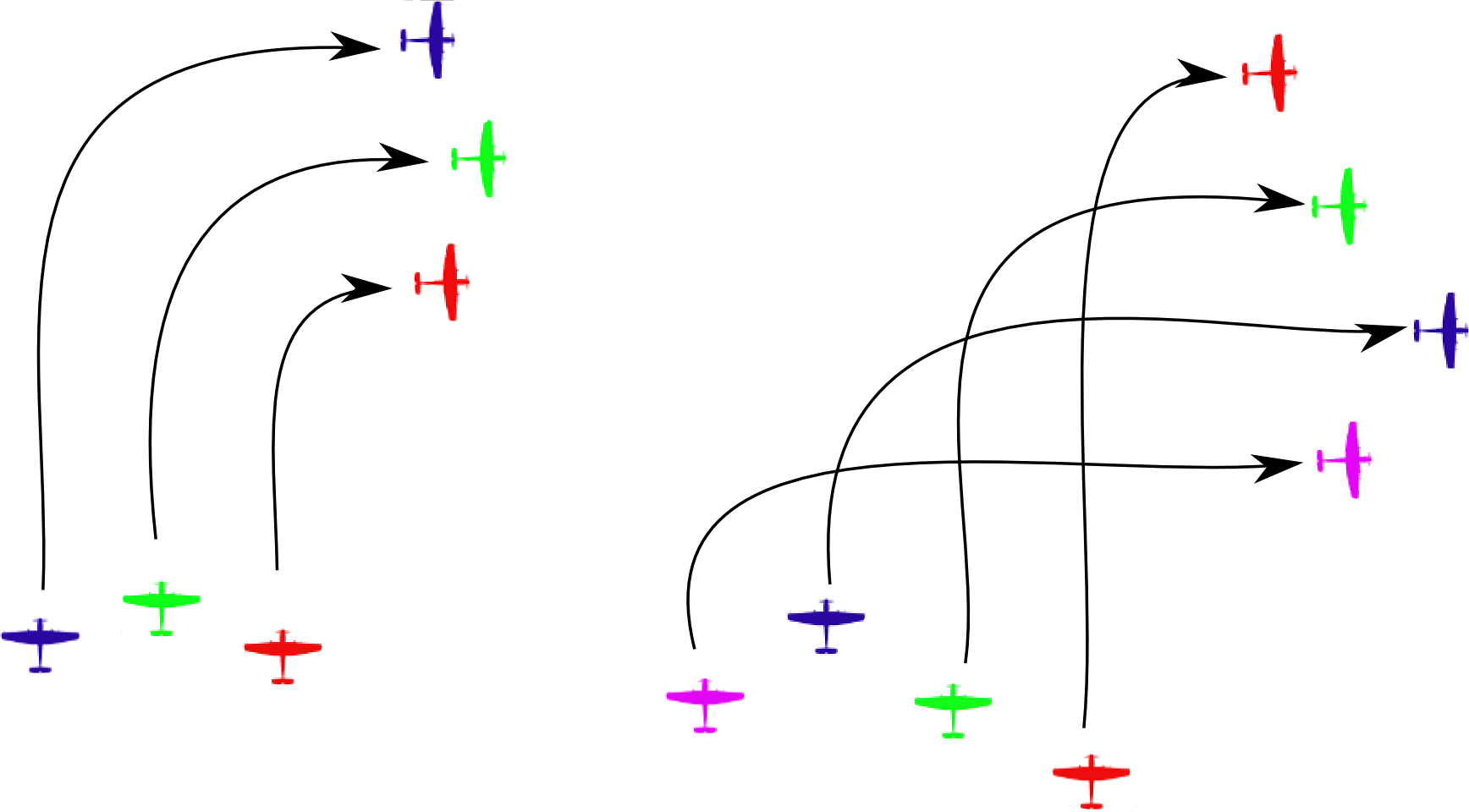
Vlevo roj 3 letounů, vpravo roj 4 letounů (Schwarm).

Roj je označení pro skupinu nebo formaci vojenských letounů. V první polovině 20. století se jednalo zpravidla o trojici strojů letící v šipkovém tvaru, ale na základě zkušeností ze druhé světové války, kdy se střetly například nepružné formace těsných trojic RAF s německými roji čtyř letounů, postupně většina letectev přijala koncepci rojů se 4 letouny, tvořených dvěma dvojicemi ve volnější formaci.

## Historie

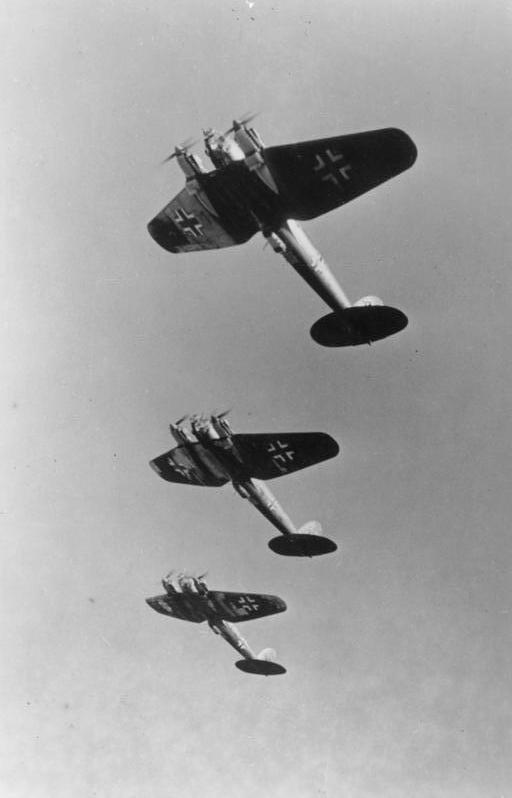
Roj bombardérů He 111 ve formaci Kettenreihe rechts

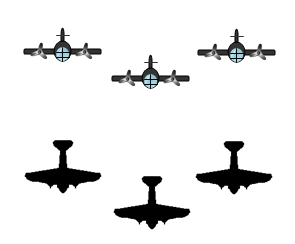
Německý roj ve formaci Kettenkeil

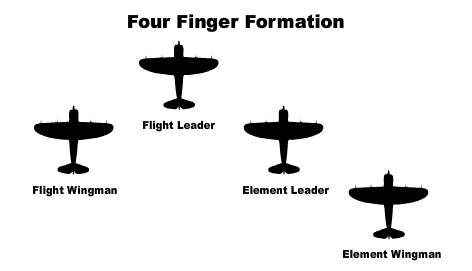
Britská formace Finger-four

Ve 30. letech bylo ve vzdušných silách většiny států (včetně československého letectva) běžné létání ve trojicích, sevřených formacích letounů, většinou ve tvaru obráceného písmene V. Uprostřed mírně vpředu letěl velitel, kterého po obou stranách mírně vzadu následovala jeho „čísla“.
Tuto taktickou formaci používala i německá Luftwaffe, kde byla známa jako Kette (česky řetěz, řada či hejno). Trojice strojů letící ve tvaru písmene V se nazývala Kettenkeil, zatímco tři letouny stupňovitě vpravo či vlevo vedle sebe byly známy jako Kettenreihe rechts, resp. Kettenreihe links.
Expediční jednotka německého letectva ve španělské občanské válce, tzv. Legie Condor, však při nasazení svých tehdy nejmodernějších stíhacích letounů Messerschmitt Bf 109 přišla s novou taktikou, jejímž zastáncem a průkopníkem byl především Werner Mölders. Německé stíhačky začaly létat ve dvojicích zvaných Rotte (německý výraz pro nejmenší vojenskou jednotku), které byly obvykle součástí čtyřčlenných formací nazývaných Schwarm (česky roj).
Dva letouny ve formaci Rotte letěly vede sebe ve vzdálenosti asi 200 metrů, což pilotům (veliteli a jeho číslu) umožnilo vzájemné pokrytí slepých úhlů za a pod letounem. V případě napadení jednoho člena formace ho mohl jeho kolega varovat. Napadený poté točil směrem od svého spolubojovníka. Pokud jej nepřítel následoval, vystavil se útoku druhého člena formace, který se mu dostal „za ocas“ či „na šestou hodinu“. Tuto základní taktiku dvoučlenných formací dodnes používají piloti moderních proudových strojů.
Základem organizační struktury stíhacích jednotek Luftwaffe během 2. druhé světové války byly letky (Staffel) s 12 letouny, které se v boji dělily na menší taktické jednotky (roje a dvojice). Letky německých dvoumotorových bombardérů (např. Heinkel He 111 nebo Dornier Do 17) či střemhlavých bombardérů Junkers Ju 87 Stuka však na rozdíl od stíhacích jednotek nadále létaly ve tříčlenných rojích Kette.
Royal Air Force zavedla jako odpověď na německý Schwarm namísto dosavadní trojice (Section – roj; útvar tvořený dvěma trojicemi se nazýval Flight – letka) formaci zvanou Finger-four („čtyři prsty“), což byl útvar čtyř letounů (Flight). Různé obdoby formací Schwarm a Finger-four se používají i v moderním vzdušném boji.